# Суходолье (Николаевская область)
Суходолье (укр. Суходілля) — село в Казанковском районе Николаевской области Украины.
Население по переписи 2001 года составляло 264 человек. Почтовый индекс — 56054. Телефонный код — 5164. Занимает площадь 1,034 км².

## История
В 1946 году указом ПВС УССР село Дренделево переименовано в Суходолье.

## Местный совет
56054, Николаевская обл., Казанковский р-н, с. Скобелево, ул. Центральная, 5